# Educació en el treball social
Els treballadors socials (i educadors socials en alguns països) fan servir l'educació com a eina clau per a les interaccions entre els usuari/es i la comunitat. Aquests intercanvis educatius no són sempre explícits però són la base de com els treballadors socials aprenen dels participants del seu servei. I com poden assistir-los de manera que els faciliten informació i el desenvolupament d'habilitats.

## Psicoeducació
Una de les maneres més conegudes amb la qual els treballadors socials involucre als participants del servei amb informació valuosa és a través de la psicoeducació. La psicoeducació "reflecteix un canvi de paradigma. Passen a un paradigma més holístic i basat en competències com la col·laboració, l'enfrontament, l'apoderament i l'accentuació de la salut". Aquest mètode pot ser utilitzat 
dins de les interaccions individuals i comunitàries, però s'enfoca constantment i la majoria de cops en les fortaleses dels participants del servei. És un model que permet al treballador social proporcionar la informació necessària al participant del servei perquè aquest pugui dur a terme una decisió informada que li permetrà aconseguir els seus objectius .

## Educació com a eina en l'apoderament comunitari
Dins de l'entorn educatiu, els treballadors socials poden proporcionar informació valuosa a través de les Universitats de Pare (PU). El programa Focus on Children (enfocar-se en els nens, en català) de les Escoles Públiques de Boston (Boston Public Schools o BPS en anglès) facilita una PU (Universitats de Pare) per als pares dels nens i nenes en l'entorn del districte escolar. Les PU se centren en el desenvolupament infantil, en el contingut que els nens estan aprenent a l'escola, en la defensa del nen o nena i del pare o mare, en el lideratge parental i en les habilitats de criança eficaces. L'objectiu del programa és donar als pares informació beneficiosa per a l'èxit acadèmic dels seus fills i filles i el seu propi desenvolupament personal i professional. Aquestes classes són gratuïtes per a tots els pares i mares amb nens i nenes en les BPS (Escoles públiques de Boston, en català) i es duen a terme durant tot un any escolar els dissabtes seleccionats prèviament. Un model com aquest podria ser un bon espai per a que els treballadors socials, incloent els treballadors socials que treballen en l'àmbit escolar, treballin amb els pares tenint en compte les necessitats acadèmiques dels seus fills i filles.
La Washtenaw Interfaith Coalition for Immigrants Rights (WICIR) és una organització co-fundada per Laura Sanders i altres volunatris comunitaris. Laura Sanders és professora de treball social de la Universitat de Míchigan. WICIR ha estat fonamental en el lideratge de la campanya de drets dels immigrants al comtat de Washtenaw, Míchigan. En resposta a una batuda d'immigració brutal aquesta ta organització va desenvolupar un equip voluntari de resposta urgent. L'organització proporciona una bona defensa per a les famílies afectades per l'aplicació, en augment, de les polítiques d'immigració. I dirigeix les accions polítiques cap al canvi de les polítiques locals i la reforma d'immigració que afecten els immigrants. Recentment WICIR, l'organització, ha proporcionat eines per enfortir als membres comunitaris immigrants a parlar en públic a través de la facilitació de capacitats. I apart, a fabricants de política en representació de reformes de política advocar per la comunitat i ajudar altres famílies immigrants. Els materials educatius i els tallers es proporcionen en tots dos idiomes, anglès i espanyol. L'ús de creatiu, l'apoderament de les sessions educatives de WICIR i donar el material en anglès i espanyol els ha permès ser inclusius i responsables amb les necessitats de la comunitat immigrant.

## Alternatives
El codi de l'ètica (Code of Ethics) de NASW (National Association of Social Workers, en català: associació nacional de treballadors socials) fa èmfasi en la importància de la professió del Treball Social. Explica que el Treball Social ha de ser sensible, conscient i culturalment competent. La idea de competències culturals està sent discutida; s'està suggerint una nova terminologia, es suggereix utilitzar el terme de la humilitat cultural envers el de la competència cultural. Diversos autors al·leguen que el concepte de humilitat cultural és més sostenible i incorpora un compromís durant tota la vida per autoevaluarse i créixer. La importància de remarcar això, és ressaltar que l'ús del llenguatge és extremadament important a l'hora d'interactuar amb les persones. Comprovar i revisar el nostre ús del llenguatge com a professionals té impactes potents en les nostres relacions. Ja que, a més, el nostre ús de la llengua i del llenguatge pot perpetuar la jerarquia o en canvi pot ajudar en minimitzar-la. Si el nostre objectiu com a Treballadors Socials és empoderar als participants, minimitzar la jerarquia és una de les maneres per fer-ho i apart aconseguir desenvolupar relacions més properes i igualitàries.
Una manera de controlar la jerarquia i l'imperialisme cultural de manera col·lectiva és a través de l'educació comunitària o popular. Aquesta forma d'educació alternativa es diferencia de la de l'educació dominant ja que la forma alternativa d'eduació inclou veus que amb freqüència es queden fora amb l'educació dominant. Això és examinat i explicat en profunditat per l'educador i filòsof Paulo Freire, en una de les seves obres més influents: "Pedagogia de l'Oprimit".,publicat al 1968. Freire va ser pioner en el moviment de la pedagogia crítica. En aquesta es canvia l'enfocament educatiu,en lloc d'utilitzar un enfocament tradicional de dalt cap avall, Freire creia en un enfocament de baix cap amunt. Amb aquest canvi en la dinàmica del poder, els educadors i educadores, incloent als treballadors i treballadores socials, seran més propensos a adonar-se de les fortaleses de les persones amb les quals estan treballant, en lloc d'assumir que els professionals tenen totes les respostes. És extremadament important per als treballadors i treballadores socials ser conscient d'això, ja que gràcies amb aquesta filosofia es promou l'apoderament de les persones amb les que treballen els educadors /es i treballadors/es socials. El nostre paper com a treballadors i treballadores socials no és simplement brindar serveis, sinó que també és ajudar els altres a desenvolupar la seva autoestima de manera positiva.
Un altre exemple d'aquest va ser l'obra "Una Història Popular d'Amèrica" (A People's History of America) d'Howard Zinn, historiador social estatunidenc i professor de ciències polítiques. Zinn creia que la narració dominant ensenyada a les escoles tradicionals excloïa la veu i les contribucions de les poblacions marginades. Mentre es busquen maneres d'incorporar l'educació de les persones, que es tracta d'una eina ja existent és el Projecte d'Educació Zinn. En aquest lloc web, els educadors i educadores poden trobar recursos crítics que s'enfoquen en les veus dels grups oprimits, marginats i vulnerats. Aquest lloc web conté centenars de recursos gratuïts. Utilitzar eines com aquesta és beneficiós tant per al treballador social com per al participant que acut a l'assistencia dels treballadors socials.
En facilitar o participar en una educació que desafia les narratives dominants, és important ser conscient de la pròpia identitat personal social. Les nostres identitats són extremadament complexes i es creuen amb diversos aspectes del nostre estat adscrit (un et va assignar a tu) i el nostre estat aconseguit (un que està "guanyat"). Analitzar les nostres identitats pròpies i els nostres estats, ens pot ajudar a entendre d'una manera més profunda i ser conscients de ser respectuosos amb aquells que estan al nostre al voltant. Per tant,ser crític és una necessitat i habilitat impresidible a l'hora de participar en les narratives alternatives educatives.
A l'hora d'educar és important establir i conèixer l'estat d'ànim de tots els particiants del grup. Això s'aconsegueix normalment amb una dinàmica per trencar el gel abans de començar l'activitat educativa. Això ajuda a la persona a preparar-se i també ajuda a conèixer els uns als altres abans de parlar sobre temes complexos, que son els que desafia la narrativa dominant. Existeixen molts recursos i dinàmiques per trencar el gel, però també es pot desenvolupar un de particular basat en el propi pla d'educació del grup amb el qual s'està treballant. Després d'aquest debat o dinàmica és important tenir alguna classe de clausura per al grup. Discutir alternatives a una narrativa dominant pot ser revelador, fortalecedor però fins i tot incòmode per a alguns. Per altra banda es beneficiós discutir de com se senten les persones per poder adaptar les discussions i conflictes futures a les necessitats del grup i als seus components.

## Habilitats i eines per als treballadors socials que eduquen
Diverses organitzacions proporcionen materials suplementaris i guies per als professionals del treball social que es dediquen a educar. Alguns dels recursos més complets estan disponibles als departaments universitaris de treball social i d'organitzacions sense ànim de lucre.
Un dels exemples més exitos d'aquests recursos és el Consell en Educació de Treball Social i la Universitat Estatal de Nova York, escola de Treball Social. El CSWE Gero-Ed Center (Concil of social work education, Consell d’Educació en Treball Social, en català) proporciona una guia pràctica per a treballadors i treballadores socials que eduquen a certs perfils. Aquest manual inclou exercicis de classe, assignacions, estudis de casos i història del treball social i d'intervenció social.

### Consell d'Educació en el Treball Social
El Consell en Educació de Treball Social (CSWE, Council on Social Work Education) és una associació americana sense ànim de lucre d'institucions educatives i professionals que treballa per assegurar i millorar la qualitat de l'educació del treball social. Un altre dels seus objectiu és donar a conèixer una pràctica que promogui el benestar individual, familiar i comunitari, i per altra banda la justícia social i econòmica. L'associació del Consell en Educació del Treball Social proporciona diverses formacions per a l'educació comunitària en l'entorn del treball social. Per exemple, el CSWE Gero-Ed Center proporciona una guia pràctica per als treballadors i treballadores socials que eduquen a tot tipus d'audiències o poblacions. Aquesta guia pràctica inclou exercicis de classe, assignacions, estudis de cas i un historial de competències.
El material proporcionat per l'associació del Consell en Educació del Treball Social (CSWE) explica els beneficis de cada estil d'activitat i el resultat que el grup obtindria de la seva implementació. Molts dels exercicis realitzats a la classe s'assemblen a esdeveniments d'educació comunitària i estan destinats a proporcionar una idea general per saber quins estils educatius son millors depenent del tema d'interès o població del treballador o treballadora social. Una anàlisi polític en una reunió d'una agència comunitària pot requerir una activitat educativa que divideixi als assistents en grups per defensar els interessos d'altres membres comunitaris o agències. Aquest tipus d'activitat, com ho descriu el CSWE (ll'associació del Consell en Educació del Treball Social), permet la lliure discussió de temes polítics intergeneracionals i multiculturals associats amb aquella política. Aquesta eina és una entre les moltes altres que el CSWE proporciona als treballadors i treballadores socials que eduquen en molts contextos.

### The State University of New York School of Social Work
Per als treballadors i treballadores socials que són nous a l'educació, "The State University of New York School of Social Work" (la Universitat Estatal de Nova York escola de Treball Social, en català) proporciona un gran recurs que pot ajudar a cada educador a trobar el seu propi estil d'ensenyament. En aquest recurs expliquen que l'ensenyament és un art i que els treballadors i treballadores socials, com a educadors i educadores, necessiten entendre's a ells mateixos i al seu alumnat. Algunes de les eines identificades proporcionades per l'Escola de Treball Social per la millora de la intervenció inclouen els següents aspectes: trobar l'estil propi d'aprenentatge, la manera de desenvolupar plans de lliçons eficaços, ensenyament reflexiu i desenvolupament professional, recursos per matèria, i ensenyament centrat en solucions, entre d'altres.
L'ensenyament reflexiu és una concepte divulgat que descriu la responsabilitat del treballador o treballadora social per crear un entorn idoni per a la resolució creativa de problemes. Aquest ensenyament reflexiu deixa espai per considerar més alternatives i desenvolupar una base de coneixement basat en experiències propies. En l'àmbit del treball social, aquest intent d'educació comunitària pot resultar més eficaç, ja que els nostres entorns i poblacions estan en constant canvi. La reflexió i el seguiment del procés educatiu pot ajudar a consolidar formes més creatives i innovadores per educar a les persones, famílies, i comunitats. A mesura que els problemes de justícia social i econòmica esdevenen més prominents i delicats, els treballadors i treballadores socials han de considerar aquestes eines com a benefici dels qui busquen ajuda i les necessiten.